# Liste der Naturdenkmale in Meßkirch
| Naturdenkmale | Anzahl |
| ------------- | ------ |
| FND           | 8      |
| END           | 6      |
| Gesamt        | 14     |

Die Liste der Naturdenkmale in Meßkirch nennt die verordneten Naturdenkmale (ND) der im baden-württembergischen Landkreis Sigmaringen liegenden Stadt Meßkirch. In Meßkirch gibt es insgesamt vierzehn als Naturdenkmal geschützte Objekte, davon acht flächenhafte Naturdenkmale (FND) und sechs Einzelgebilde-Naturdenkmale (END).
Stand: 1. November 2016.

## Flächenhafte Naturdenkmale (FND)
| Name                             | Bild | Kennung     | Einzelheiten   | Position | Fläche Hektar | Datum         |
| -------------------------------- | ---- | ----------- | -------------- | -------- | ------------- | ------------- |
| Birkenloch                       |      | 84370780014 | Meßkirch       | ⊙        | 5,0           |               |
| Ehemaliger Bierkeller            | BW   | 84370780013 | Meßkirch       | ⊙        | 0,2           | 11. Apr. 1995 |
| Felsentäle                       |      | 84370780005 | Meßkirch       | ⊙        | 4,1           | 21. Okt. 1939 |
| Findling auf dem Feldherrenhügel | BW   | 84370780003 | Meßkirch       | ⊙        | 0,1           | 21. Okt. 1939 |
| Hofgarten                        |      | 84370780007 | Meßkirch       | ⊙        | 2,8           | 21. Okt. 1939 |
| Sau-Tal bei Meßkirch             | BW   | 84370780009 | Meßkirch       | ⊙        | 4,6           | 19. Apr. 1940 |
| Torfried                         | BW   | 84370780006 | Meßkirch, Wald | ⊙        | 4,6           | 21. Okt. 1939 |
| Wasserversickerung Annenbach     |      | 84370780004 | Meßkirch       | ⊙        | 0,1           | 21. Okt. 1939 |
| Legende für Naturdenkmal         |      |             |                |          |               |               |

## Einzelgebilde (END)
| Name                         | Bild | Kennung     | Einzelheiten | Position | Fläche Hektar | Datum         |
| ---------------------------- | ---- | ----------- | ------------ | -------- | ------------- | ------------- |
| Krieseloch                   | BW   | 84370780010 | Meßkirch     | ⊙        | 0,0           | 21. Okt. 1939 |
| Menninger Schacht            | BW   | 84370780011 | Meßkirch     | ⊙        | 0,0           | 30. Okt. 1987 |
| Schlosskastanie in Meßkirch  |      | 84370780008 | Meßkirch     | ⊙        | 0,0           | 16. Feb. 1943 |
| Stieleiche bei Rengetsweiler | BW   | 84370780001 | Meßkirch     | ⊙        | 0,0           | 25. März 1935 |
| Wildbirne                    | BW   | 84370780015 | Meßkirch     | ⊙        | 0,0           | 17. Jan. 1994 |
| Zwei Dorflinden in Menningen |      | 84370780000 | Meßkirch     | ⊙        | 0,0           | 16. Feb. 1943 |
| Legende für Naturdenkmal     |      |             |              |          |               |               |